# Dicranomyia (Neoglochina) limbinervis
Dicranomyia (Neoglochina) limbinervis is een tweevleugelige uit de familie steltmuggen (Limoniidae). De soort komt voor in het Neotropisch gebied.